# Народный комиссариат электропромышленности СССР
«Наро́дный комиссариа́т электропромы́шленности СССР» — центральный орган управления, осуществлявший руководство электротехнической промышленностью в СССР в период с 17 апреля 1940 года по 15 марта 1946 года.
Создан путём разделения Наркомата электростанций и электропромышленности СССР на Наркомат электропромышленности СССР и Наркомат электростанций СССР.
Перед Великой Отечественной войной наркомат был единственным поставщиком средств связи для Красной Армии и флота. в военные годы выпуск средств связи на предприятиях наркомата возрос в несколько раз.
В 1946 году наркомат был преобразован в Министерство электропромышленности СССР.

## Общая информация

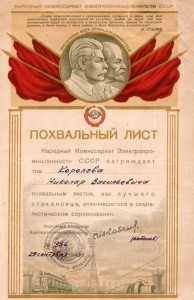
Похвальный лист лучшего стахановца

Наиболее крупномасштабным событием в истории существования НКЭП стала эвакуация предприятий ведомства во время Великой Отечественной войны.
Центрами электропромышленности стали Москва (Красная Заря), Пермь (ОАО «Октава», Красная Заря), Уфа (Красная Заря, ХЭМЗ, СПМТ №5), Омск (ЗИП, КЗЭТА, Завод имени Козицкого), Саранск (Вибратор).
НКЭП проводил Всесоюзное соцсоревнование по отрасли с вручением вымпелов предприятиям-победителям и значков отличникам соревнования.
Народные комиссары:
| Начало работы   | Персона                      | Конец работы    |
| --------------- | ---------------------------- | --------------- |
| 17 апреля 1940  | Василий Васильевич Богатырёв | 21 августа 1941 |
| 21 августа 1941 | Иван Григорьевич Кабанов     | 15 марта 1946   |

## Предприятия
Научно-исследовательские:
- Всесоюзный электротехнический институт
- ВНИИ-108
- Дальняя связь

Производственные:

| - Союзный проектно-монтажный трест № 5 — производство систем ПВО, отделения в Москве, Ленинграде, Киеве и Харькове - Красная Заря — телефонный завод, Ленинград. - Завод имени Козицкого — телеграфный завод, Ленинград. - Вибратор — приборостроительный завод, Ленинград. - Темп — завод электротехнической аппаратуры, Москва. - ОАО «Октава» — завод электроакустических преобразователей, Тула. | - Кашинский завод электроаппаратуры - Электроточприбор — приборостроительный завод, Омск. - Томский электротехнический завод — оборонные заказы - ЗИП — приборостроительный завод, Краснодар. - Киевский завод электротехнической аппаратуры. - Харьковский электромеханический завод |